# Manhattan-Projekt

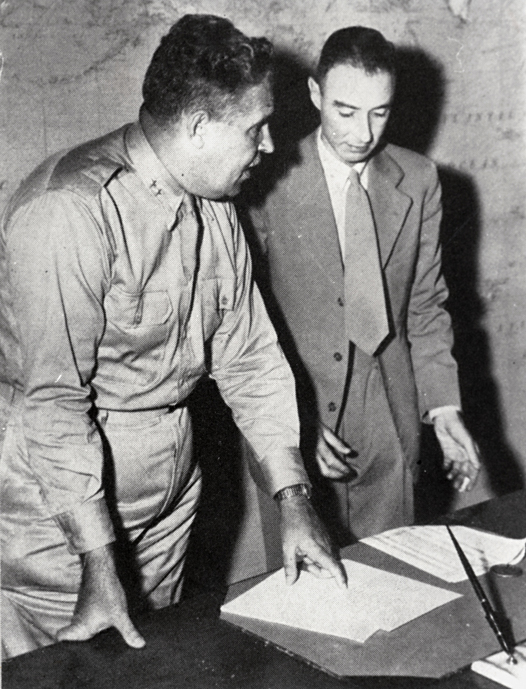
General Leslie R. Groves und Robert Oppenheimer ca. 1942

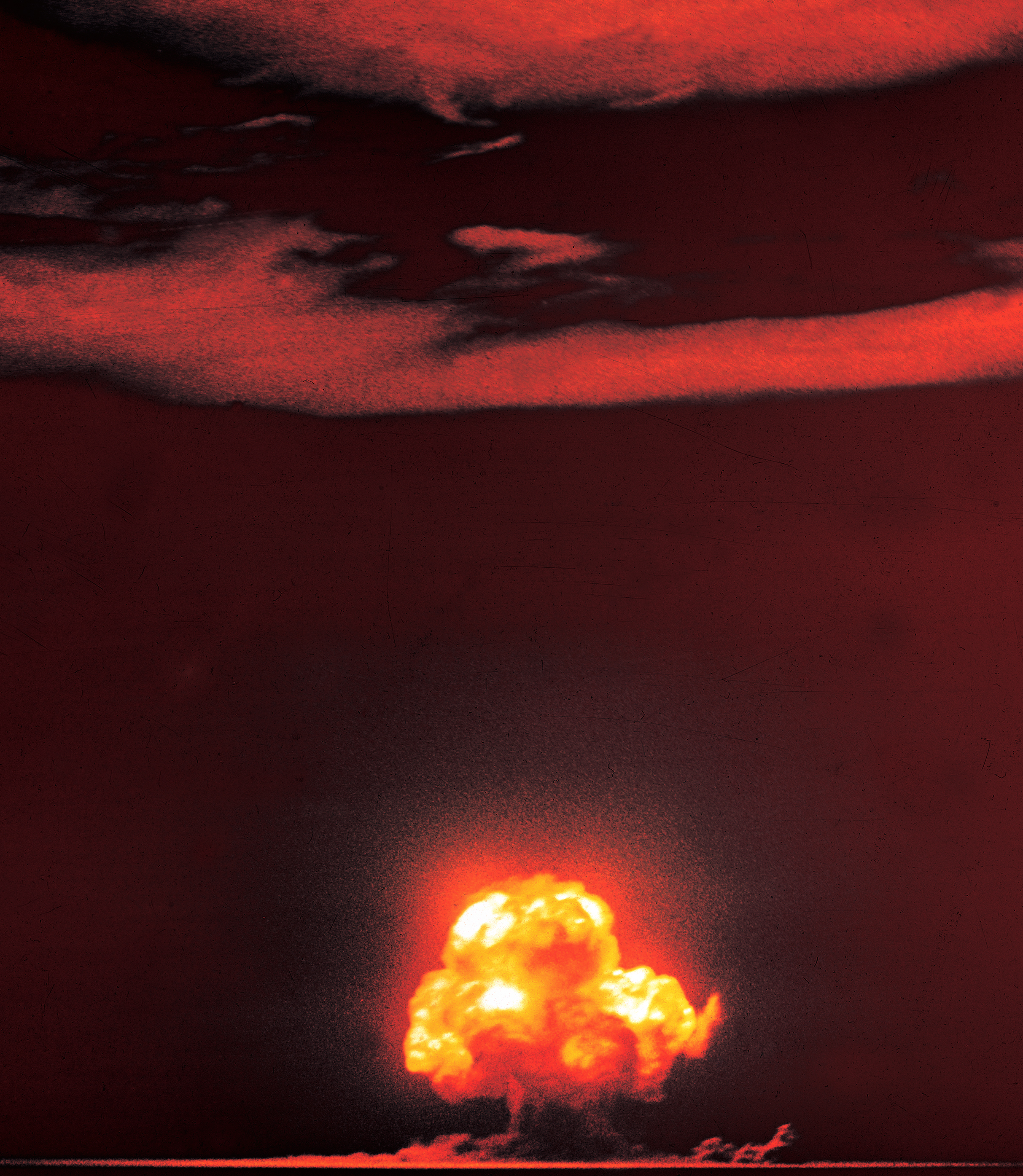
Trinity-Test, der erste Atombombentest 1945

Das Manhattan-Projekt (nach der Tarnbezeichnung Manhattan Engineer District) war ein militärisches Atomforschungsprojekt. Ab 1942 wurden darin alle Tätigkeiten der Vereinigten Staaten während des Zweiten Weltkrieges zur Entwicklung und zum Bau einer Atombombe zusammengefasst und damit die 1938 von Otto Hahn, Fritz Straßmann und Lise Meitner entdeckte Kernspaltung militärisch nutzbar gemacht. Die militärische Leitung des Projekts hatte General Leslie R. Groves, die wissenschaftliche Leitung der Forschungsarbeiten lag bei dem Physiker J. Robert Oppenheimer. Mehr als 150.000 Menschen arbeiteten unter höchster Geheimhaltung direkt oder indirekt für das Projekt. Bis Ende 1945 beliefen sich die Kosten auf 1,9 Mrd. US-Dollar. Britische und kanadische Wissenschaftler, die unter dem Codenamen Tube Alloys ein eigenes Kernwaffenprojekt verfolgten, kooperierten ab 1943 (Vereinbarung von Quebec) mit den US-Forschern.

## Projekte anderer Staaten
Forschungs- und Entwicklungsarbeiten zur Nukleartechnik wurden im gleichen Zeitraum in der Sowjetunion von Igor Kurtschatow innerhalb des sowjetischen Atombombenprojektes unternommen. In Deutschland arbeitete eine Gruppe von Physikern um Werner Heisenberg am Uranprojekt. In Japan gab es ein Nuklearwaffenprogramm unter der Leitung von Yoshio Nishina. Wegen der militärischen Geheimhaltung hatten die jeweils beteiligten Wissenschaftler keine Kenntnis, sondern höchstens Vermutungen über die Fortschritte der anderen Programme und der USA.

## Geschichte
In den Jahren zwischen dem Ersten und dem Zweiten Weltkrieg stieg in den Vereinigten Staaten die wissenschaftliche Überlegenheit auf dem Gebiet der Kernphysik. Dazu trugen neben amerikanischen Physikern auch die Arbeiten von europäischen Immigranten bei. Bis zum Beginn des Zweiten Weltkrieges entwickelten sie mit dem Zyklotron, dem Van-de-Graaff-Beschleuniger und der künstlichen Herstellung von Radioisotopen experimentelle Grundlagen der Kernphysik.
Einer der wichtigsten Wissenschaftler, Enrico Fermi, erinnert sich an die Anfänge des Projektes in einer Rede, die er 1954 hielt:

„Ich kann mich noch sehr lebhaft an den ersten Monat, den Januar 1939 erinnern, in dem ich begonnen habe, in den Pupin-Laboratorien zu arbeiten, weil die Dinge sich damals sehr schnell zu entwickeln begannen. Damals hielt Niels Bohr Vorlesungen an der Princeton University, und eines Abends kam Willis Lamb begeistert zurück und erzählte, dass Bohr große Neuigkeiten verkündet hatte. Dabei handelte es sich um die Entdeckung der Kernspaltung und eine Übersicht, was die Entdeckung zu bedeuten hatte. Etwas später in diesem Monat gab es ein Treffen in Washington, D.C., auf dem die mögliche Wichtigkeit des neuen Phänomens der Kernspaltung zum ersten Mal halb ernst als potentielle Quelle von Kernenergie diskutiert wurde.“

Die geflüchteten ungarischen Wissenschaftler Leó Szilárd, Edward Teller und Eugene Wigner waren der Ansicht, dass die Kernspaltung von den Deutschen zum Bau von Bomben genutzt werden könnte. Sie überzeugten deshalb den bekanntesten Physiker seiner Zeit, den ebenfalls in die USA emigrierten Albert Einstein, US-Präsident Franklin D. Roosevelt in einem Brief, dem sogenannten Einstein-Szilárd-Brief, zu warnen. Angesichts der Geheimdienstberichte um die deutschen Anstrengungen und vielleicht auch aufgrund Einsteins Schreiben vom 2. August 1939 wurde beschlossen, die Entwicklung einer Atombombe zu forcieren.
Unter der Aufsicht von Lyman Briggs, dem Leiter des National Bureau of Standards, begann 1939 am Naval Research Laboratory in Washington ein kleines Forschungsprogramm. Der Physiker Philip Abelson arbeitete dort an der Isotopentrennung von Uran. Aus ersten Forschungsgeldern in Höhe von 6000 US-Dollar baute der italienische Kernphysiker Enrico Fermi an der Columbia University den Prototyp eines Kernreaktors aus Natururan und Graphit.
Bereits 1940 wurde auf Initiative des Direktors der Carnegie Institution of Washington, Vannevar Bush, begonnen, die wissenschaftlichen Ressourcen der Vereinigten Staaten zur Unterstützung der Kriegsanstrengungen zu bündeln. Es entstanden neue Laboratorien, darunter das Strahlungslabor am Massachusetts Institute of Technology, das bei der Entwicklung des Radars eine bedeutende Rolle spielte, und das Unterwasser-Tonlabor in San Diego, an dem das Sonar weiterentwickelt wurde.
Das nationale Gremium zur Verteidigungsforschung (National Defense Research Council) übernahm das Uranprojekt, wie Briggs’ Forschungsprogramm bis dahin genannt wurde. 1940 schufen Bush und Roosevelt das Büro für wissenschaftliche Forschung und Entwicklung (Office of Scientific Research and Development), um die Forschung zu forcieren.

## Entwicklung
Bis zum Sommer 1941 machte das Projekt keine großen Fortschritte. Das änderte sich erst mit den aus dem britischen Birmingham kommenden Berechnungen von Otto Frisch und Rudolf Peierls, die zeigten, dass die Explosionskraft einer sehr kleinen Menge des spaltbaren Uranisotops 235U dem Äquivalent von mehreren tausend Tonnen TNT entspricht. Beunruhigt über die vermuteten Fortschritte in der Kernforschung im Dritten Reich hatten die beiden im März 1940 ein geheimes Memorandum verfasst, in dem sie zu verstärkter Forschung auf diesem Gebiet aufforderten.
Die National Academy of Sciences schlug umfassende Anstrengungen zum Bau von Kernwaffen vor, woraufhin Roosevelt das S-1-Komitee gründete, das die Aktion leiten sollte. Die Entscheidung fiel am 6. Dezember 1941, einen Tag vor dem Angriff Japans auf Pearl Harbor.
Als die Vereinigten Staaten im Dezember 1941 in den Zweiten Weltkrieg eintraten, gab es mehrere Projekte zur Erforschung der Isotopentrennung von Uran, der Herstellung von Plutonium und der Durchführbarkeit von Kernexplosionen. Am metallurgischen Labor der University of Chicago, dem Strahlungslabor der University of California und der Columbia University wurden die Anstrengungen zur Produktion von waffenfähigem Material aus Uran verstärkt. Im Jahr 1942 wurde hier der erste jemals kritisch gewordene menschengebaute Kernreaktor, Chicago Pile 1, mit metallischem Natururan-Brennstoff aufgebaut. Das Uranerz stammte aus der Shinkolobwe-Mine im Kongo und wurde von der belgischen Union Minière du Haut Katanga geliefert. Durch seine Kolonien war Belgien eines der wenigen Länder mit einem beträchtlichen Vorrat an Uranerz und wurde so zum Hauptlieferanten für die USA. Diese Handelsbeziehung führte später dazu, dass Belgien Zugang zu Nukleartechnologie für zivile Zwecke erhielt (siehe Kernenergie in Belgien).
Anfang 1942 begann man mit dem Bau großer Anlagen: einerseits zur Uran-Isotopentrennung die ersten Calutrons – Site X des Projekts, das heutige Oak Ridge National Laboratory, in Tennessee – und andererseits zur Plutoniumerzeugung Site W, die Anlage Hanford bei Richland, Washington.
Im Frühjahr 1942 forschte Robert Oppenheimer auf Anregung des Physik-Nobelpreisträgers Arthur Holly Compton zusammen mit Robert Serber von der University of Illinois am Problem der Neutronendiffusion (wie sich Neutronen bei der Kettenreaktion verhalten) und der Hydrodynamik (wie sich die durch die Kettenreaktion hervorgerufene Explosion verhalten kann). Um seine Forschungsarbeit und die allgemeine Theorie der Spaltungsreaktionen begutachten zu lassen, veranstaltete Oppenheimer im Juni 1942 an der University of California in Berkeley einen „Forschungssommer“. Die Teilnehmer Hans Bethe, John H. van Vleck, Edward Teller, Felix Bloch, Richard C. Tolman und Emil Konopinski kamen dabei zu dem Schluss, dass eine Bombe auf Basis der Kernspaltung möglich sei, und vermuteten, dass für eine selbsterhaltende Kettenreaktion eine kritische Masse vorhanden sein müsse, damit die durch die Spaltung ausgesandten Neutronen genügend weitere 235U-Atome spalten können. Die Schwierigkeit bestand im gezielten Auslösen der Kettenreaktion. Dies lässt sich entweder durch das technisch einfachere „Aufeinanderschießen“ zweier unterkritischer Teile aus hochangereichertem Uran („gun type“) oder durch Kompression einer unterkritischen Kernbrennstoffmasse mittels Sprengstofflinsen aus konventionellem Sprengstoff („implosion type“) erreichen.
Teller sah eine zusätzliche Möglichkeit: Er vermutete, dass durch die Ummantelung der Spaltbombe mit Deuterium und Tritium eine wesentlich stärkere Superbombe gebaut werden könnte. Die Idee basierte auf Bethes Vorkriegsstudien zur Energieproduktion in Sternen. Wenn die Explosionswelle der Spaltbombe durch das Gemisch der Deuterium- und Tritiumkerne expandierte, würden diese dadurch verschmolzen; der Prozess der Kernfusion würde dabei wesentlich mehr Energie freisetzen als die Kernspaltung. Bethe war skeptisch und wies die Skizzen, die Teller für die Superbombe entwarf, ein ums andere Mal zurück. Teller vermutete, dass durch seine Superbombe die Möglichkeit der Entzündung der Atmosphäre bestand. Auch nachdem Bethe theoretisch nachwies, dass das nicht passieren könnte, blieben leise Zweifel. Trotzdem trieb Teller die Versuche daran weiter voran.

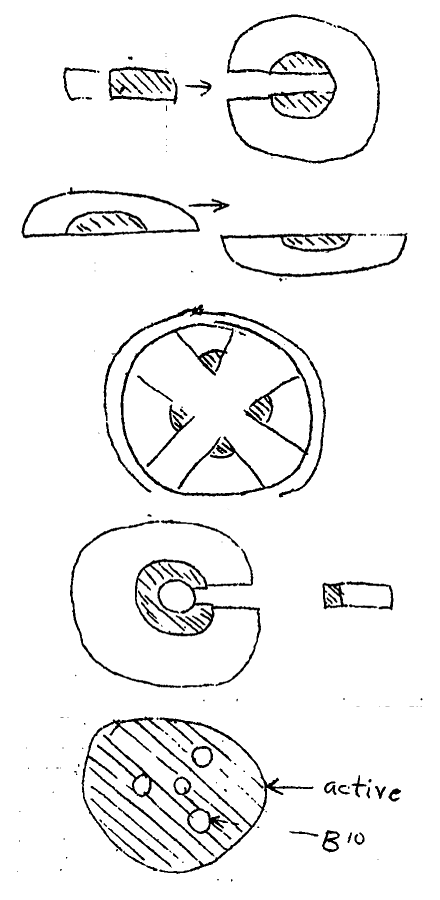
Zeichnung aus dem Los Alamos Primer

Die Ergebnisse der Sommerkonferenzen Oppenheimers bildeten die theoretische Grundlage zum Bau der Atombombe. Dieser wurde eine der Hauptaufgaben im 1943 als Site Y gegründeten Los Alamos Laboratory. Serber nannte die Konferenzen später The Los Alamos Primer (LA-1). Auf ihnen wurde auch das Konzept der Wasserstoffbombe entwickelt, die in der Nachkriegszeit Gestalt annahm. 
Mit der Aussicht auf einen langen Krieg traf sich im Sommer 1942 eine Gruppe von theoretischen Physikern um Robert Oppenheimer in Berkeley, um Pläne für die Entwicklung und Gestaltung einer Kernwaffe festzulegen. Grundlegende Fragen über die Eigenschaften schneller Neutronen blieben dabei noch offen. Der Physiker John H. Manley vom metallurgischen Labor der University of Chicago koordinierte für Oppenheimer die Forschungsgruppen im ganzen Land, die diese Frage beantworten sollten.
Messungen der Wechselwirkungen von schnellen Neutronen mit anderen Materialien innerhalb einer Bombe waren von großer Bedeutung. Die Zahl der im Spaltungsprozess von Uran und Plutonium entstehenden Neutronen musste bekannt sein, und die die Bombe umgebende Substanz musste die Eigenschaft haben, diese Neutronen wieder in die Bombe zu reflektieren oder zu streuen, um die Energie der Bombe zu erhöhen. Daher mussten die Reflexionseigenschaften verschiedener Materialien ermittelt werden.
Um die Explosionskraft einer Bombe abschätzen zu können, waren viele andere Ergebnisse der Kernforschung Voraussetzung. Auch waren die zur Herstellung von schnellen Neutronen nötigen Teilchenbeschleuniger damals noch äußerst selten. Im September 1942 zeigten die Schwierigkeiten der Koordination der im ganzen Land verstreuten Forschungseinrichtungen, dass ein zentrales Labor zur Kernwaffenforschung notwendig war. Daneben bestand ein großer Bedarf an Einrichtungen zur Herstellung von 235U und Plutonium im größeren Maßstab.

## Manhattan District und Los Alamos

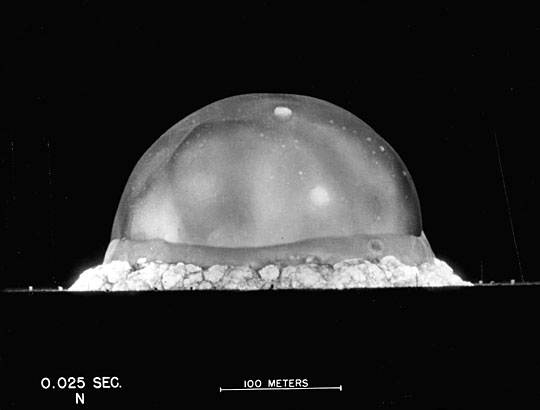
Trinity-Explosion

Im Sommer 1942 wurde eine merkliche Steigerung der Deuteriumproduktion im Norsk-Hydro-Werk im von Deutschland besetzten Norwegen festgestellt.
Vannevar Bush, Vorsitzender des Büros für wissenschaftliche Forschung und Entwicklung (Office of Scientific Research and Development, OSRD) und James Bryant Conant, Vorsitzender des Nationalen Verteidigungs- und Forschungs-Komitees (National Defense Research Committee, NDRC), einer Unterabteilung des OSRD, waren im Juni 1942 die politisch Hauptverantwortlichen für die Umsetzung von Präsident Roosevelts Entscheidung, das zuvor bestehende wissenschaftliche Projekt eines Atomenergie-Entwicklungsprogramms (OSRD) in ein militärisches Projekt zur Entwicklung schlagkräftigster Nuklear-Waffen umzuwandeln. Unter Generalleutnant Brehon B. Somervell und Generalmajor Wilhelm D. Styer wurde Brigadegeneral Leslie R. Groves am 16. September 1942 mit der hauptverantwortlichen „militärischen“ Leitung dieses Waffen-Projektes beauftragt. Groves benannte es nach dem Standort von James C. Marshalls Hauptquartier von New York City in Manhattan Engineer District (MED) um, das später abgekürzt als Manhattan-Projekt bezeichnet wurde.
Innerhalb einer Woche löste Groves die dringendsten Probleme des Projektes und begann unter größter Geheimhaltung in den Bergen von New Mexico mit dem Bau von Site Y, einer Forschungsstadt bei Los Alamos mit weitläufigen Laboranlagen und Werkstätten. Robert Oppenheimer stand der Anlage als Leiter der Trinity Projekt genannten Kernwaffenforschung vor. Viele Physiker und Techniker wurden in den Folgemonaten in Los Alamos zusammengezogen und zusammen mit den übrigen Forschungseinrichtungen arbeiteten zeitweilig über 100.000 Menschen am Manhattan-Projekt. Die Gesamtkosten betrugen etwa zwei Milliarden US-Dollar. Umgerechnet auf 2024 entspricht dies etwa einer Kaufkraft von 32,4 Mrd. US-Dollar.
Als Anfang 1945 in etwa feststand, wie die Bomben aussehen würden, wurde im März 1945 das Projekt Alberta ins Leben gerufen. Diese Gruppe des Manhattan-Projektes befasste sich mit dem Abwerfen der Waffen über dem Ziel. Projekt Alberta beschäftigte sich mit den Radar-Höhenzündern, Bombenkörpern und auch mit den Umbauten der B-29-Bomber sowie dem Training der Besatzungen der dafür gebildeten 509th Composite Group mit Dummy-Bomben.
Etwa 250 km südlich von Los Alamos auf den White Sands Proving Grounds fand am 16. Juli 1945 der Trinity-Test, die erste erfolgreiche Zündung einer Atombombe, statt. Die Bombe verwendete Plutonium als nukleares Brennmaterial und besaß eine Sprengkraft von 21 Kilotonnen TNT.
Als einziger ziviler Beobachter mit Genehmigung der amerikanischen Regierung nahm der Journalist William L. Laurence als Augenzeuge von Anbeginn des Projektes teil (siehe Literatur). Präsident Harry S. Truman erfuhr auf der Potsdamer Konferenz vom erfolgreichen Test und teilte Josef Stalin mit, dass die USA über eine neuartige Superwaffe verfüge. Stalin zeigte sich wenig beeindruckt, da ihm durch den Spionagering aus Klaus Fuchs, Theodore Hall, David Greenglass und Oscar Seborer († 23. April 2015, Moskau; enttarnt 2019) längst bekannt war, woran in den USA gearbeitet wurde, allerdings meinte er zu Präsident Harry S. Truman, er hoffe, die USA würden diese Waffe gegen Japan (und nicht die Sowjetunion) einsetzen. In der Sowjetunion waren bereits Vorbereitungen zum Nachbau der Plutoniumbombe Mk.3 und des Bombers B-29 im Gange. Truman ordnete die schnellstmögliche Bereitstellung der Waffen für einen Einsatz über Japan an, stellte allerdings nicht den endgültigen Einsatzbefehl unter sein Kommando. Der zuständige Generalstab im Pazifik interpretierte dies allerdings so, die Bomben auch schnellstmöglich einzusetzen. Am Tage des Endes der Potsdamer Konferenz waren alle Komponenten der Bomben in Tinian angekommen. Truman erfuhr auf der Rückreise in die USA vom Abwurf auf Hiroshima.

## Ergebnisse des Manhattan-Projekts
Da sich die europäischen Achsenmächte mittlerweile ergeben hatten, kam die beim Manhattan-Projekt entwickelte Atombombe hier nicht mehr zum Einsatz.
Präsident Roosevelt soll Leslie Groves, den militärischen Leiter des Manhattan-Projekts, angewiesen haben, sich darauf vorzubereiten, eine Atombombe, falls sie vor dem Ende des Krieges mit Deutschland fertig würde, auf Deutschland zu werfen.

“[Anfang Februar 1945] Mr Roosevelt informed me that if the European war was not over before we had our first bombs he wanted us to be ready to drop them on Germany.”

Das US-Verteidigungsministerium hatte angeblich bereits die Industriezentren Ludwigshafen am Rhein und Mannheim als mögliche Ziele ausgewählt; andere Kreise hätten Berlin als möglichen Einsatzort der Atombombe in Europa bevorzugt.
Die bislang einzigen kriegerischen Einsätze von Atombomben fanden darauf über japanischen Städten statt. Am 6. August 1945 wurde über Hiroshima die Little Boy genannte Bombe abgeworfen, die hauptsächlich aus 235U bestand. Drei Tage später, am 9. August, wurde über Nagasaki die Fat Man genannte Bombe abgeworfen, die größtenteils aus 239Pu bestand. Unterschiedlichen Schätzungen zufolge starben in Hiroshima zwischen 90.000 und 180.000 Menschen und in Nagasaki zwischen 50.000 und 100.000 Menschen, größtenteils japanische Zivilisten, während der Explosionen und im Nachhinein an ihren Folgen (Strahlenkrankheiten). Wenige Tage später kapitulierte das japanische Kaiserreich. Ob allein der Einsatz der Atombomben für diese Entscheidung ausschlaggebend war, bleibt umstritten.
Um den Einsatz der Bomben hatte es eine erregte Diskussion gegeben. Einige Forscher plädierten dafür, die Zerstörungskraft der Waffe zunächst über unbewohntem Gebiet zu demonstrieren, um damit Japan zur Kapitulation zu bewegen; die Militärs und Präsident Harry S. Truman waren für den militär-praktischen Einsatz.

## Atommüllentsorgung
Der Uranbrennstoff für Fermis Chicago Pile 1 wurde aus Uranerz durch die Firma G. Mallinckrodt & Co in St. Louis hergestellt. Der dabei entstandene radioaktive Abfall lagert, mehr oder weniger geheim gehalten, auf einer dortigen Deponie. Es gibt bis heute Proteste von Anwohnern gegen diese von dem Entsorgungsunternehmen Republic Services betriebene Deponie, da in der Umgebung eine erhöhte Krebsrate zu verzeichnen ist.

## Film
- The Bomb, 2015, Regie: Rushmore DeNooyer, USA/Frankreich, 97 Min. (frz. La Fission, die deutsche Fassung (Parabel Pictures) der Dokumentation im selben Jahr. Der Film mit Interviews von Beteiligten und Historikern umfasst die Zeit von 1941 bis zu den Atomtestsperrverträgen der Gegenwart. Den Schwerpunkt bilden die Jahre 1944 bis 1950.)[8]
- Die Bombe (Originaltitel: Day One), US-amerikanischer TV-Spielfilm von 1989. Hauptrollen: Brian Dennehy (General Leslie R. Groves), David Strathairn (Robert Oppenheimer), Michael Tucker (Leo Szilard).[9]
- Die Schattenmacher (Originaltitel: Fat Man and Little Boy, Filmtitel im Vereinigten Königreich: Shadow Makers), US-amerikanischer Spielfilm von 1989, der die Entwicklung des Manhattan-Projekts in Los Alamos erzählt. Hauptrollen: Paul Newman (General Leslie R. Groves), Dwight Schultz (Robert Oppenheimer).
- Das Manhattan-Projekt, Folge 079 der US-Comedyserie Ein Käfig voller Helden.
- Manhattan, US-Fernsehserie von 2014 über das Leben und Arbeiten im Los Alamos National Laboratory während des Manhattan-Projekts.
- Oppenheimer, US-amerikanischer Spielfilm von 2023 über den titelgebenden Wissenschaftler, in dem das Manhattan-Projekt Teil der Handlung ist. Hauptrollen: Cillian Murphy (Robert Oppenheimer), Matt Damon (Leslie R. Groves)

## Musik
- Manhattan Project auf dem Album Power Windows der kanadischen Rockband Rush.
- Manhattan Project auf dem Album Gravity X der schwedischen Rockband Truckfighters.
- Doctor Atomic, eine Oper von John Adams